# Helena Szołdrska
Helena (Halszka) Szołdrska ps. Wanda (ur. 11 lipca 1909 w Starym Sielcu, zm. 28 listopada 1992 w Warszawie) – polska archeolożka i prehistoryczka, żołnierka Armii Krajowej.

## Życiorys
Córka (jedynaczka) ziemianina Jana Szołdrskiego (doktora ekonomii) oraz księżniczki Elżbiety z Czartoryskich. Wychowywana była w szkołach prowadzonych przez siostry ze Zgromadzenia Sacré Coeur w Polskiej Wsi koło Pobiedzisk, a następnie w Zbylitowskiej Górze koło Tarnowa oraz w Belgii. W 1929 zdała maturę w Zbylitowskiej Górze. Niedługo przebywała we Francji i powróciła do Polski, gdzie krótko prowadziła przedszkole i świetlicę w Starym Sielcu. Od około 1935 zamieszkała w Warszawie. W 1936 rozpoczęła naukę w szkole dziennikarskiej. Publikowała wówczas pierwsze bajki dla dzieci oraz powieść młodzieżową „W ogniu i w locie” (zbeletryzowana biografia Stanisława Skarżyńskiego). Należała wówczas do Związku Literatów Polskich i Aeroklubu Warszawskiego.
23 września 1939 została ranna w brzuch na Krakowskim Przedmieściu, gdzie pełniła służbę wartowniczą. Ze szpitala wyszła 5 grudnia 1939. 23 października 1939 Niemcy zamordowali jej ojca (był zakładnikiem w Kościanie). Od października 1942 pozostawała w konspiracji (Armia Krajowa), do której wprowadził ją Bernard Adamecki. Nosiła pseudonim „Wanda”. Pracowała w dziale organizacyjnym w Wydziale Lotniczym. Od 1943 w dziale operacyjnym, gdzie pełniła rolę sekretarki. 13 lipca 1944 otrzymała Krzyż Walecznych, co było rzadkością w okresie przed powstaniem warszawskim, w czasie którego była łączniczką. 1 października 1944 otrzymała po raz drugi Krzyż Walecznych, a także Złoty Krzyż Zasługi z Mieczami. Po pobycie w obozie pruszkowskim uciekła z transportu kolejowego w nieznanym kierunku. Po tułaczce po Polsce osiadła w Krakowie, gdzie rozpoczęła studia na Uniwersytecie Jagiellońskim, by po krótkim czasie pojechać do Poznania.
Na Uniwersytecie Poznańskim studiowała antropologię i etnografię (1945–1950), będąc jednocześnie sekretarką rektora Stefana Dąbrowskiego. Zajmowała się również publicystyką. Stworzyła m.in. monografię „Walka z kulturą polską. Uniwersytet Poznański podczas okupacji” (1948). 15 grudnia 1950 obroniła pracę magisterską – „Groby wczesnohistoryczne rzędowe na Pomorzu Zachodnim”. Od 1949 członkini ZBOWiD-u. Była szykanowana przez władze komunistyczne, a także utraciła możliwość publikacji w prasie. W latach 1951–1956 utrzymywała się wyłącznie z prywatnych lekcji językowych (angielskiego i francuskiego). Brała udział w wykopaliskach w Biskupinie, na wyspie Wolin oraz na Górze Zamkowej w Cieszynie.
W 1963 zdała egzamin w British Council w Warszawie i pracowała jako lektorka angielskiego (1961–1967 oraz 1974–1976). Od 1967 do 1974 prowadziła wykłady w Akademii Teologii Katolickiej z archeologii polskiej. W 1963 opublikowała nową wersję „W ogniu i w locie” – tym razem pod tytułem „Zew przestrzeni”. Wydała również kolejne powieści młodzieżowe: „W wolińskiej strażnicy” (1965) i „Wędrowcy mimo woli” (1968). 30 czerwca 1978 obroniła pracę doktorską – „Obraz kultury materialnej epoki wczesnopiastowskiej w kształtowaniu świadomości historycznej”. W następnych latach opracowywała monografię polskiego lotnictwa konspiracyjnego. Opublikowała ją w 1986 pod tytułem „Lotnictwo Podziemia, czyli dzieje Wydziału Lotniczego KG AK”. W 1998 wydano pośmiertnie jej „Lotnictwo Armii Krajowej” – pierwsze w historii całościowe ujęcie tego zagadnienia.
Pochowana została na cmentarzu junikowskim.